# Distrikt Huachos
Der Distrikt  Huachos liegt in der Provinz Castrovirreyna in der Region Huancavelica im Südwesten von Zentral-Peru. Der Distrikt entstand in den Gründungsjahren der Republik Peru. Er besitzt eine Fläche von 175 km². Beim Zensus 2017 wurden 984 Einwohner gezählt. Im Jahr 1993 lag die Einwohnerzahl bei 1885, im Jahr 2007 bei 1774. Sitz der Distriktverwaltung ist die 2737 m hoch gelegene Ortschaft Huachos mit 236 Einwohnern. Huachos liegt 24 km westnordwestlich der Provinzhauptstadt Castrovirreyna.

## Geographische Lage
Der Distrikt Huachos liegt in der peruanischen Westkordillere zentral in der Provinz Castrovirreyna. Der Río Huachos durchquert den Distrikt in westlicher Richtung und mündet im äußersten Westen des Distrikts in den Río San Juan (im Oberlauf auch Río Tantara).
Der Distrikt Huachos grenzt im Südwesten an den Distrikt Capillas, im Nordwesten an den Distrikt Arma, im äußersten Nordosten an den Distrikt Castrovirreyna sowie im Osten und im Südosten an den Distrikt Mollepampa.

## Ortschaften
Im Distrikt gibt es neben dem Hauptort folgende größere Ortschaften:
- Huajintay